# 艾琳·羅森費爾德
艾琳·羅森費爾德（Irene Blecker Rosenfeld，1953年5月3日—），生於紐約布魯克林區，父母為羅馬尼亞裔之猶太人。羅森費爾德從康乃爾大學獲得心理學學士、MBA、及市場行銷及統計博士。是一位成功的女性企業家。目前擔任卡夫食品執行長，富比士雜誌在2010年10月份公布她為全球最具影響力排名第二的女性。

## 經歷
羅森費爾德在食品及飲料部門工作近30年，開始時從事市場研究，後來逐漸跨入各項業務經營範圍。90年代初期，父母多半不願意給孩子喝含糖飲料，羅森費爾德成功的調整公司產品 Kool-Aid，使它成為替代可樂的健康飲料，銷售額大幅提高。1991 年她成為飲料部負責人；1994 年她轉任甜品部負責人，創新使用無糖即食杯使 Jell-O 重新熱銷。1996 年菲利普莫里斯国际兼併通用和卡夫食品一年後，羅森菲爾德接管了卡夫公司加拿大分公司。羅森菲爾德曾專責卡夫和納貝斯克（Nabisco）的合併，並協助卡夫食品在2001年成功上市。
2004年羅森費爾德離開工作20多年的卡夫公司，轉任百事公司旗下的菲多利公司的執行長，管理銷售額100億美元的零食部門，短時間內就使得公司獲利豐厚。讓卡夫公司董事會確信她正是卡夫公司所需要的執行長。
2006年6月艾琳‧羅森菲爾德重返卡夫公司擔任執行長，她從公司總部餐廳拾級而上，來到一間用實木裝飾成的道具辦公室，象徵性的拿一把鑰匙打開辦公室的門，隨後向數千名員工發表了一篇激奮人心的演講。她告訴員工：公司需要一把特殊的鑰匙才能進入這樓層，員工需要為這急待整頓的公司開闢新時代，要跟她一起投身戰鬥。她上任後考察卡夫在全球22家工廠和設施後，宣佈徹底的重組計劃，決定把更多權力下放給公司的生產管理者。
此後卡夫公司在羅森費爾德經營下有一連串動作，包括2007年7月3日以53億歐元(72億美元)現金收購達能全球餅乾業務。2010年1月5日以37億美元現金把美國及加拿大的的速凍薄餅業務出售給雀巢。2010年1月19日收購吉百利，成為全球最大糖果生產商，市場佔有率達14.8%